# Alexander Oltrop
Alexander Oltrop (Groningen, 22 augustus 1979) is een Nederlands oud-langebaanschaatser. Hij was gespecialiseerd in de korte afstanden (500 en 1000 meter).

## Biografie
Oltrop startte zijn schaatsloopbaan bij IJsvereniging Borgercompagnie. Hij werd opgemerkt door de KNSB en maakte enige tijd deel uit van de KNSB Opleidingsploeg. Van 2002 tot en met 2006 schaatste Oltrop bij TVM. Daar behaalde hij in 2004 een zilveren medaille op de 1000 meter, achter Erben Wennemars en vóór Gerard van Velde. Zijn laatste schaatsploeg was Team APPM. Daar verliet hij in januari 2008, na het NK Sprint, de schaatssport vanwege onvoldoende motivatie en een aantal gezondheidsproblemen.

## Persoonlijk records
| Afstand    | Tijd    | Datum            | Baan           |
| ---------- | ------- | ---------------- | -------------- |
| 500 meter  | 35,21   | 12 december 2003 | Salt Lake City |
| 1000 meter | 1.08,64 | 12 december 2003 | Salt Lake City |
| 1500 meter | 1.47,88 | 15 maart 2001    | Calgary        |
| 3000 meter | 4.03,16 | 14 november 1999 | Calgary        |
| 5000 meter | 7.14,52 | 11 februari 2001 | Utrecht        |

## Resultaten
| jaar | NK Afstanden                 | NK Sprint | Wereldbeker                 |
| ---- | ---------------------------- | --------- | --------------------------- |
| 2000 | 14e 500m 13e 1000m 13e 1500m |           |                             |
| 2001 | 11e 500m 15e 1000m 24e 1500m | 8e        |                             |
| 2002 | 5e 500m 4e 1000m 17e 1500m   | 6e        | 43e 500m 31e 1000m          |
| 2003 | 5e 500m 6e 1000m 26e 1500m   | 5e        | 23e 500m 35e 1000m          |
| 2004 | 6e 500m · 1000m              | 5e        | 26e 100m 18e 500m 10e 1000m |
| 2005 |                              | 8e        |                             |
| 2006 | 6e 500m 7e 1000m 17e 1500m   | 7e        |                             |
| 2007 | 9e 500m 11e 1000m            | 8e        |                             |
| 2008 | 11e 500m 12e 1000m           | NS3       |                             |

### Medaillespiegel
| Kampioenschap      | goud | zilver | brons |
| ------------------ | ---- | ------ | ----- |
| NK Afstanden Heren | 0    | 1      | 0     |
| NK Sprint          | 0    | 0      | 0     |